# Lorien (grup de música)
Lorien és el projecte musical de la cantant Judit Lorien. L'any 2015 es presenta amb l'EP "Daily Life", i el 2016 debuta amb el seu primer disc "Inner Demons", autoeditat. El grup Lorien ha tocat en festivals referents de Catalunya com el Mercat de Música Viva de Vic, Barnasants, Folk Me Hard, i en sales com la Sala Bikini de Barcelona, Sala Clap de Mataró, La Jazz Cava de Vic i el Volià! de Manresa entre d'altres. La revista Enderrock l'ha inclòs entre les noves veus femenines del 2017. El juny de 2017 estrena el seu primer videoclip, "Mr. Chinese". El 2018 són seleccionats per les beques de suport a la creació de les Cases de la Música.